# Chow Yun-fat

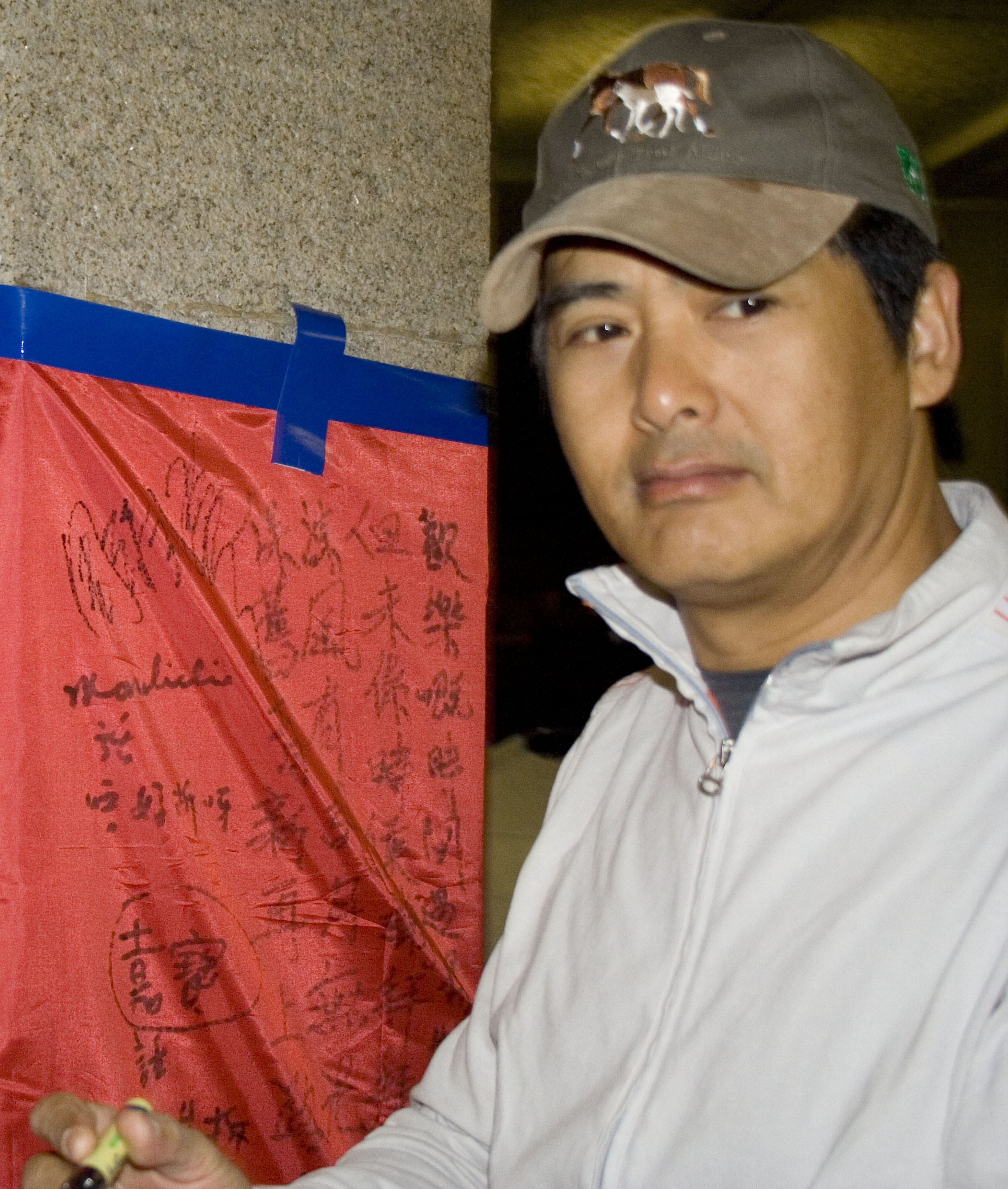
Chow Yun-fat, 2007

Chow Yun-fat, SBS, (chinesisch 周潤發 / 周润发, Pinyin Zhōu Rùnfā, Jyutping Zau1 Jeon6faat3; * 18. Mai 1955 in Hongkong) ist ein Hongkong-chinesischer Schauspieler. Er ist ein bekannter Darsteller des Hongkong-Kinos, der in über 110 Produktionen seit 1976 mitgewirkt hat und auch im Westen sehr populär ist.

## Leben und Leistungen

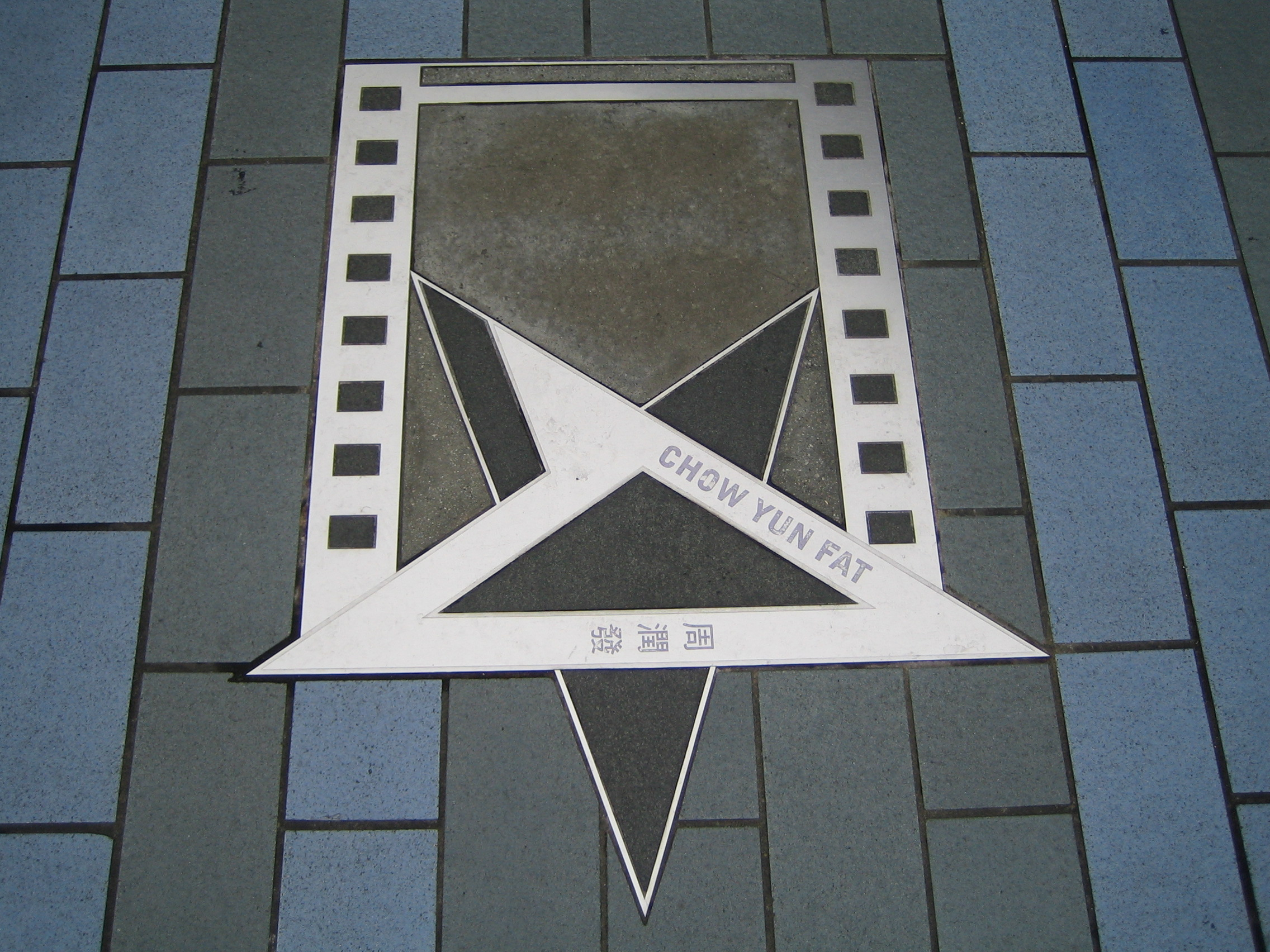
Chow Yun-fats Stern auf der Avenue of Stars in Hongkong

Chow Yun-fat wuchs im ländlichen Islands District in ärmlichen Verhältnissen auf der Insel Lamma in den New Territories von Hongkong auf. Als Achtzehnjähriger durch eine Zeitungsannonce aufmerksam geworden und auf Anraten eines Freundes schrieb er sich im Trainee-Auswahlverfahren beim lokalen Fernsehsender Television Broadcasts Limited (TVB) ein und wurde schließlich noch im selben Jahr als Schauspielschüler angenommen. Als Absolvent des Schauspieltrainingprogramms der TVB debütierte er erstmals 1976 als Nebendarsteller bei der Fernsehstation Television Broadcasts Limited (TVB) in der Fernsehserie Hotel (chin. Titel: 狂潮 – „Unvorhersehbare Welle“). In der 1978er Fernsehserie Conflict (奮鬥 – „Das Streben“) erhielt er gute Kritiken vom Publikum. Mit The Good, The Bad And The Ugly (網中人 – „Person im Netz“) eine Serie im Jahr 1979 gelangte er den Durchbruch beim breiten Fernsehpublikum in Hongkong. Im darauffolgenden Jahr 1980 folgte eine Rolle in der erfolgreichen Fernsehserie The Bund (1980) (上海灘 – „Der Bund“). Im Jahr 1986 spielte er im Film A Better Tomorrow (英雄本色 – „Das Zeug eines Heldens“), bei dem John Woo Regie führte. Der Film machte den Regisseur wie auch Chow Yun-fat international bekannt. Der Nachfolger des Films, in dem Chow Yun-fat ebenfalls zu sehen ist, City Wolf II – Abrechnung auf Raten, gilt als einer der Filme mit dem höchsten Body Count. Im Film Anna und der König übernahm Chow Yun-fat als König Mongkut (Rama IV.) von Thailand neben Jodie Foster eine der beiden Hauptrollen.
Weltweite Bekanntheit erreichte er als einsichtiger Schwertmeister Li Mu-bai in dem mit 4 Oscars ausgezeichneten Wuxia-Film Tiger & Dragon aus dem Jahr 2000 von Regisseur Ang Lee an der Seite von Michelle Yeoh und Zhang Ziyi. Im dritten Teil des Pirates-of-the-Caribbean-Filmreihe Am Ende der Welt spielte er den Piratenkapitän Sao Feng aus Singapur, in dem Film Der Fluch der goldenen Blume die Hauptrolle als Kaiser von China.
Seit dem Jahr 2008 dreht Yun-Fat wieder vermehrt Filme in seiner Heimat. 
Im Jahr 2023 und 2025 ist er erstmals öffentlich bei Halbmarathonveranstaltungen in Hongkong als Läufer in Erscheinung getreten.

## Privatleben
Chow Yun-Fat hat zweimal geheiratet: 1983 ehelichte er Candice Yu, eine Schauspielerin von Asia Television Limited; die Ehe hielt neun Monate. 1986 heiratete er die Singapurerin Jasmine Tan. Das Paar hat keine Kinder.

## Filmografie (Auswahl)
- 1976: The Reincarnation (Toutairen)
- 1982: The Postman strikes back (Xunchengma)
- 1983: The Bund (Shanghaitan)
- 1984: Eine Liebe in Hongkong, auch Love in a Fallen City (Qingcheng zhi lian)
- 1984: Hong Kong 1941 (Dengdai liming)
- 1985: Women (Nürenxin)
- 1985: 100 Ways to Murder Your Wife (Sha qi er’renzu)
- 1986: City Wolf (Yingxiong bense)
- 1986: Love Unto Waste (Dixiaqing)
- 1986: The Seventh Curse (Yuan Zhenxia yu Weisili)
- 1987: City Wolf II – Abrechnung auf Raten (Yingxiong bense II)
- 1987: An Autumn's Tale
- 1987: Prison on Fire (Jianyu fengyun)
- 1987: City on Fire (Long hu fengyun)
- 1987: Rich and Famous (Jianghuqing)
- 1987: The Romancing Star (Jingzhuang zhui nüzai)
- 1988: Born Hero 2, auch Tiger on the Beat (Laohu chu geng)
- 1988: Diary of a Big Man (Da zhangfu riji)
- 1989: City Wolf III – Hexenkessel Saigon (Yingxiong bense III Xiyang zhi ge)
- 1989: God of Gamblers (Dushen)
- 1989: Wild Search (Ban wo chuang tianya)
- 1989: The Killer (Die xue shuang xiong)
- 1989: All About Ah-Long (Aalong di gusi)
- 1990: Killer Target, auch Once a Thief (Zongheng si hai)
- 1991: Prison on Fire 2 (Jianyu fengyun II: Taofan)
- 1992: Now You See Love, Now You Don’t (Wo ai Niuwencai)
- 1992: Hard Boiled (Lashou shentan)
- 1992: Cover Hard, auch Full Contact (Xia dao gaofei)
- 1994: Hard Game, auch God of Gamblers’ Return (Dushen 2)
- 1994: Treasure Hunt (Huaqi Shaolin)
- 1995: Never Die, auch Peace Hotel (Heping fandian)
- 1997: The Replacement Killers – Die Ersatzkiller (The Replacement Killers)
- 1998: Corruptor – Im Zeichen der Korruption (The Corruptor)
- 1999: Anna und der König (Anna and the King)
- 2001: Tiger and Dragon (Wohu Canglong)
- 2003: Bulletproof Monk – Der kugelsichere Mönch (Bulletproof Monk)
- 2006: Der Fluch der goldenen Blume (Man cheng jìn dài huangjinjia)
- 2007: Pirates of the Caribbean – Am Ende der Welt (Pirates of the Caribbean: At World’s End)
- 2007: The Postmodern Life of My Aunt (Yima de houxiandai shenghou)
- 2008: Die Kinder der Seidenstraße, auch The Children of Huang Shi (Huang Shi de haizi)
- 2009: Dragonball Evolution (Longzhu: Quanxin jinhua)
- 2010: Konfuzius (Kongzi)
- 2010: Shanghai (Shanghai)
- 2010: Let the Bullets Fly (Ràng Zǐdàn Fēi)
- 2011: The Founding of a Party, auch Beginning of the Great Revival (Jiandang Weiye)
- 2012: The Last Tycoon (Da Shanghai)
- 2012: The Assassins (Tongquetai)
- 2014: From Vegas to Macau (Ducheng fengyun)
- 2014: The Monkey King (Da nao tiangong)
- 2015: From Vegas to Macau 2 (Ducheng fengyun 2)
- 2015: Office (Huali shangbanzu)
- 2016: From Vegas to Macau 3 (Ducheng fengyun 3)
- 2016: Cold War 2 (Hanzhan 2)
- 2018: Project Gutenberg (Wushuang)
- 2022: The Monkey King 2
- 2023: One More Chance
- 2025: Detective Chinatown 1900 (Tang tan 1900)

## Auszeichnungen als Schauspieler (Auswahl)
Hong Kong Film Awards
- 1985: Nominiert: Bester Schauspieler „Hong Kong 1941“
- 1986: Nominiert: Bester Schauspieler „Women“
- 1987: Nominiert: Bester Film „Love Unto Waste“
- 1987: Gewinner: Bester Schauspieler „A Better Tomorrow“
- 1988: Nominiert: Bester Schauspieler „Prison on Fire“
- 1988: Nominiert: Bester Schauspieler „An Autumn’s Tale“
- 1988: Gewinner: Bester Film „An Autumn´s Tale“
- 1988: Nominiert: Bester Film „City on Fire“
- 1988: Gewinner: Bester Schauspieler „City on Fire“
- Nominiert: Bester Filmsong „The Diary of a Big Man“
- Nominiert: Bester Filmsong „Triads: The Inside Story“
- 1990: Nominiert: Bester Schauspieler „God of Gamblers“
- 1990: Gewinner: Bester Schauspieler „All about Ah-Long“
- 1990: Nominiert: Bester Film „All about Ah-Long“
- 1990: Nominiert: Bester Film „The Killer“
- 1992: Nominiert: Bester Schauspieler „Once a Thief“
- 1992: Nominiert; Bester Film „Once a Thief“
- 1995: Nominiert: Bester Schauspieler „Treasure Hunt“
- 1996: Nominiert: Bester Schauspieler „Peace Hotel“
- 2001: Gewinner: Bester Film „Tiger and Dragon“
- 2007: Nominiert: Bester Schauspieler „Curse of the Golden Flower“
- 2007: Nominiert: Bester Film „Curse of the Golden Flower“
- 2008: Nominiert: Beste Nebenrolle „The Postmodern Life of My Aunt“
- 2008: Nominiert: Bester Film „The Postmodern Life of My Aunt“
- 2011: Nominiert: Bester Schauspieler „Confucius“
- 2012: Nominiert: Bester Film „Let the Bullets fly“

## Synchronstimmen Deutschland
Chow Yun-fat wurde u. a. von Hans-Jürgen Dittberner, Lutz Schnell, Reent Reins, Hans-Rainer Müller,
Douglas Welbat, Gerhard Marcel, David Nathan, Wolfgang Müller, Udo Schenk, Hans-Georg Panczak, Tom Vogt, Walter von Hauff, Pierre Franckh, Wolfgang Condrus, Hans-Jürgen Wolf und Leon Boden gesprochen.
In den letzten Jahren wurde Chow vermehrt von Frank Röth synchronisiert.

## Diverses
Videospiele
- 2007: John Woo presents Stranglehold (für PC, Xbox 360 und PlayStation 3)